# 224592 Carnac
224592 Carnac este o planetă minoră (asteroid) din centura de asteroizi. A fost descoperită pe 22 decembrie 2005 la Nogales de Jean-Claude Merlin⁠(d). 
Obiectul prezintă o orbită caracterizată de o semiaxă mare de 2,9143353028419 UAi, o excentricitate de 0,07, o înclinație de 3,2 ° în raport cu ecliptica.